# محوطه کلاته
محوطه کلاته مربوط به هزاره ۵ تا ۲ قبل از میلاد است و در شهرستان پل‌دختر، بخش مرکزی، دهستان جایدر، ۵ کیلومتری غرب روستای چم مهر واقع شده و این اثر در تاریخ ۲۲ آبان ۱۳۸۶ با شمارهٔ ثبت ۲۰۱۱۵ به‌عنوان یکی از آثار ملی ایران به ثبت رسیده است.